# Steinmühle (Mellrichstadt)
Die Steinmühle in Mellrichstadt war Eigentum des Prämonstratenser-Klosters Hausen. Zum Ende des 14. Jahrhunderts wurde sie an das Spital in Mellrichstadt verkauft. 1437 übernahm die Bürgerschaft mit Zustimmung des Würzburger Bischofs die Mühle. Das Kloster fand sich aber damit nicht ab und es erfolgte eine Schlichtung.

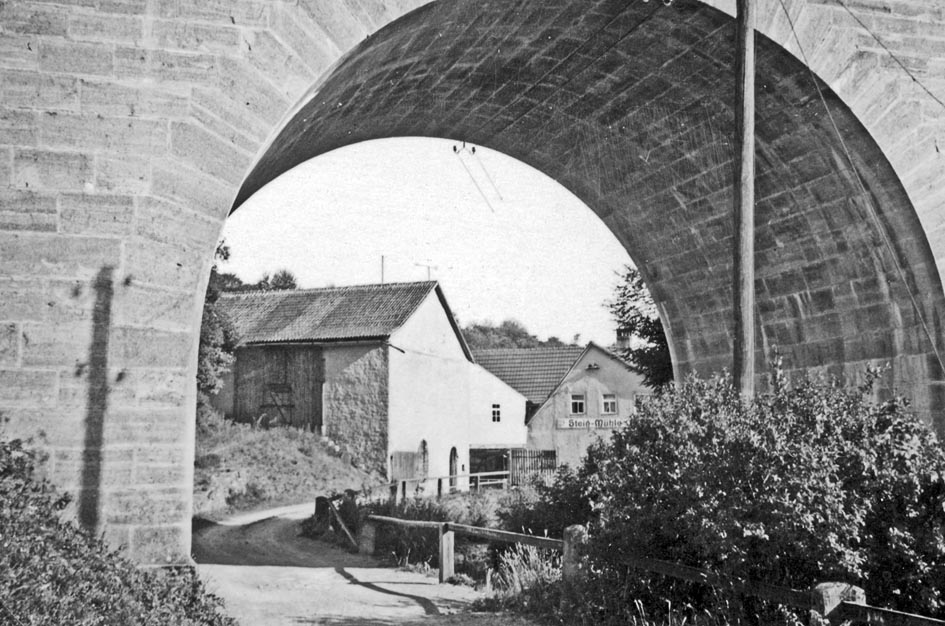
Die Steinmühle in den 1930er Jahren

Nach der Zerstörung im Dreißigjährigen Krieg wurde sie 1671 wieder aufgebaut. 1981 erfolgten die aktuellen Umbauten und ein Kleintierzüchterverein übernahm das Hauptgebäude. Das Naherholungsgebiet „Kirschgarten“ wurde angegliedert.

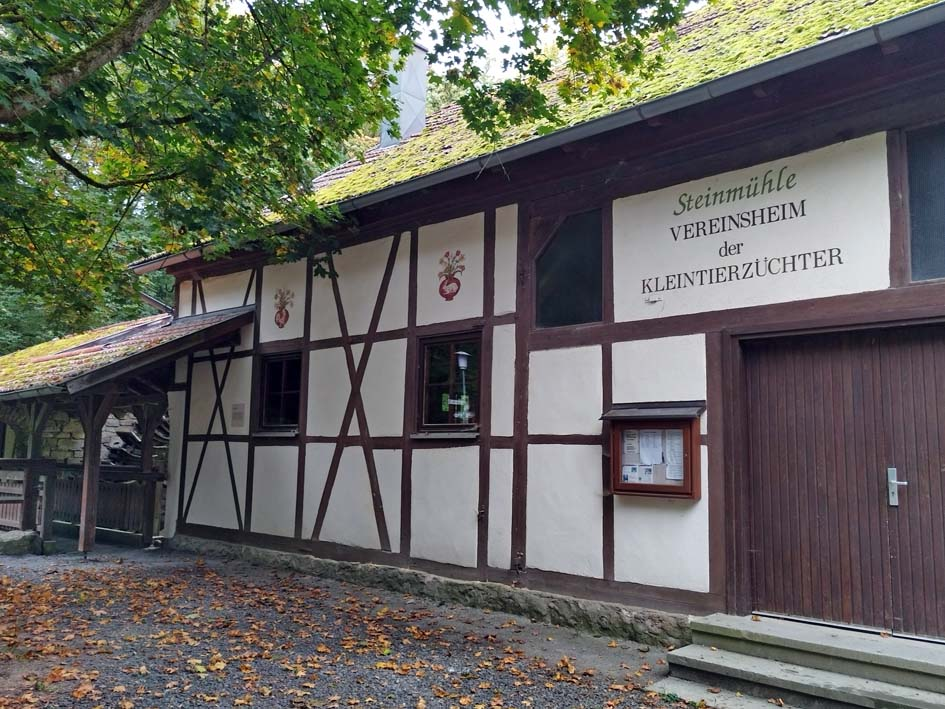
Kleintierzüchter in der Steinmühle